# 東青地域
東青地域（とうせいちいき）は、青森県の青森市と東津軽郡の5市町村で構成される地域圏。なお、2006年（平成18年）4月に青森県庁は県内を6つの地域に区分し、各地域に総合的な出先機関である地域県民局を設置し、当地域には東青地域県民局が置かれていたが、これら地域県民局は2025年（令和7年）3月31日で廃止された。

## 地域圏
以下の自治体で構成されている。
- 青森市
- 東津軽郡（平内町、今別町、蓬田村、外ヶ浜町）

この範囲は「東青地域」「東青地区」「青森地方」などと呼ばれる。気象庁の地域区分 の二次細分区域では「東青津軽」と命名されている。
上記5市町村は2019年12月に青森圏域連携中枢都市圏として協約を結んでいる。

## 都市圏
以下は、東青地域の都市雇用圏（10% 通勤圏、中心都市の DID 人口が1万人以上）の変遷である。一般的な都市圏の定義については都市圏を参照のこと。
- 青森都市圏の 10% 通勤圏に入っていない自治体は、各統計年の欄で灰色かつ「-」で示す。

| 自治体 ('80 - '00) | 1980年                 | 1990年                 | 1995年                 | 2000年                 | 2005年                 | 2010年                 | 自治体 （現在） |
| ------------------ | ---------------------- | ---------------------- | ---------------------- | ---------------------- | ---------------------- | ---------------------- | --------------- |
| 三厩村             | -                      | -                      | -                      | -                      | 青森 都市圏 34万0427人 | 青森 都市圏 32万5458人 | 外ヶ浜町        |
| 今別町             | -                      | -                      | -                      | -                      | 青森 都市圏 34万0427人 | 青森 都市圏 32万5458人 | 今別町          |
| 平舘村             | -                      | -                      | -                      | -                      | 青森 都市圏 34万0427人 | 青森 都市圏 32万5458人 | 外ヶ浜町        |
| 蟹田町             | 青森 都市圏 33万6677人 | 青森 都市圏 33万2838人 | 青森 都市圏 33万7827人 | 青森 都市圏 34万0558人 | 青森 都市圏 34万0427人 | 青森 都市圏 32万5458人 | 外ヶ浜町        |
| 蓬田村             | 青森 都市圏 33万6677人 | 青森 都市圏 33万2838人 | 青森 都市圏 33万7827人 | 青森 都市圏 34万0558人 | 青森 都市圏 34万0427人 | 青森 都市圏 32万5458人 | 蓬田村          |
| 平内町             | 青森 都市圏 33万6677人 | 青森 都市圏 33万2838人 | 青森 都市圏 33万7827人 | 青森 都市圏 34万0558人 | 青森 都市圏 34万0427人 | 青森 都市圏 32万5458人 | 平内町          |
| 青森市             | 青森 都市圏 33万6677人 | 青森 都市圏 33万2838人 | 青森 都市圏 33万7827人 | 青森 都市圏 34万0558人 | 青森 都市圏 34万0427人 | 青森 都市圏 32万5458人 | 青森市          |
| 浪岡町             | 青森 都市圏 33万6677人 | 青森 都市圏 33万2838人 | 青森 都市圏 33万7827人 | 青森 都市圏 34万0558人 | 青森 都市圏 34万0427人 | 青森 都市圏 32万5458人 | 青森市          |

- 2005年3月28日 - 東津軽郡蟹田町・平舘村・三厩村が新設合併して外ヶ浜町となった。飛び地合併となった。
- 2005年4月1日 - 旧青森市と南津軽郡浪岡町が新設合併し、新たな青森市となった。
- 2007年9月1日 - 旧浪岡町の増館若柳地区、増館宮元地区、郷山前山井・吉野田吉野地区が、境界変更により南津軽郡の藤崎町に編入された。